# 池禅尼
池禅尼（いけのぜんに、長治元年（1104年）? - 長寛2年（1164年）?）は、平安時代末期の女性。平忠盛の正室。平清盛の継母に当たる。後に崇徳天皇の皇子・重仁親王の乳母となる。父は藤原宗兼、母は藤原有信の娘。中納言・藤原隆家の後裔。名は宗子。

## 生涯
保安元年（1120年）頃、平忠盛と結婚し、忠盛との間に家盛、頼盛を産んでいる。待賢門院近臣家の出身だったが、従兄弟には鳥羽法皇第一の寵臣・藤原家成がいたことから美福門院ともつながりがあった。その幅広い人脈により「夫ノ忠盛ヲモモタヘタル者（夫の忠盛をも支えるほどの者）」と呼ばれ、忠盛の妻たちの中で最も重んじられていた。また、崇徳上皇皇子・重仁親王の乳母にも任ぜられた。この重仁親王は近衛天皇崩御の後、皇位継承の可能性もあった。
仁平3年（1153年）、夫が死去すると出家し、六波羅の池殿で暮らしたことから池禅尼と呼ばれた。保元元年（1156年）、鳥羽法皇の崩御により保元の乱が勃発すると、忠盛夫妻が重仁親王を後見する立場にあったことから平氏一門は難しい立場に立たされた。池禅尼は「コノ事ハ一定新院ノ御方ハマケナンズ。勝ツベキヤウモナキ次第ナリ」と上皇方の敗北を予測して、頼盛に「ヒシト兄ノ清盛ニツキテアレ」と協力することを命じた。この決断により平氏は一族の分裂を回避し、今まで築き上げてきた勢力を保持することに成功した。
平治元年（1159年）の平治の乱においては複雑な政争を勝ち抜いた清盛が勝利し、その結果、源義朝ら他の軍事貴族が駆逐された。翌永暦元年（1160年）2月、義朝の嫡男で13歳の頼朝が池禅尼ならびに頼盛の郎党である平宗清に捕えられた。この際、池禅尼は清盛に対して助命を嘆願したと言われている。また頼朝の助命の為に池禅尼が断食をし始めたため、清盛も遂に折れて伊豆国への流罪へ減刑したとも言われている。
上記内容を記している『平治物語』では、頼朝が早世した我が子家盛に生き写しだったことから「宗子」が助命に奔走したとするが、実際には頼朝が仕えていた上西門院（待賢門院の娘、後白河の同母姉）や同じ待賢門院近臣家の藤原季範（熱田大宮司家、頼朝の母方の親族）の働きかけによるものと推測される。
その後、池禅尼は長寛2年（1164年）頃に61歳で死去したと言われているが、正確な没年と享年は不明である。
頼朝は池禅尼の恩を忘れず、伊豆で挙兵した後もその息子である頼盛を優遇し、平家滅亡後も頼盛の一族（池氏）は朝廷堂上人および鎌倉幕府御家人として存続した。